# 9K37 Buk
Novator 9K37 Buk (ryska: 9К37 "Бук" (träslaget bok), NATO-rapporteringsnamn: SA-11 Gadfly) är efterföljaren till luftvärnssystemet för 2K12 Kub (SA-6 Gainful). Bland förbättringarna finns bland annat antalet robotar som kan bäras per avfyrningsfordon, räckvidd och höjdförbättringar, hastighet, träffsäkerhet och stridsspets. Det finns viss interoperabilitet mellan de två systemen. Tabellen nedan klargör skillnaderna.
9K37 är konstruerad för att slå ut manöverdugliga flygfarkoster såsom jetflygplan, helikoptrar och kryssningsrobotar. Exportversionen av detta system kallas Gang (ryska: Ганг – Ganges).

## Robotar och styrning
Varje robot är 5,55 meter lång, väger 690 kg och bär en relativt kraftig sprängladdning på 70 kg som utlöses av ett zonrör. Framdrivningen sker med hjälp av en startmotor med fast bränsle. När startmotorn brunnit ut bildar den tomma hylsan en förbränningskammare för en ramjet-motor som drivs av flytande bränsle. Detta ger roboten en god räckvidd för dess storlek, samt en hög accelerationshastighet i inledningsskedet.
Följande nedskjutningssannolikheter sägs gälla:
- 0,6 – 0,9 mot flygplan
- 0,3 – 0,7 mot helikoptrar
- 0,4 mot kryssningsrobotar

Batteriet kräver 5 minuters iståndsättningstid före det är färdigt för att bekämpa mål och är i transportfärdigt skick igen efter 5 minuter. Reaktionstid från målspårning till robotavfyrning är 22 sekunder.

## Radar

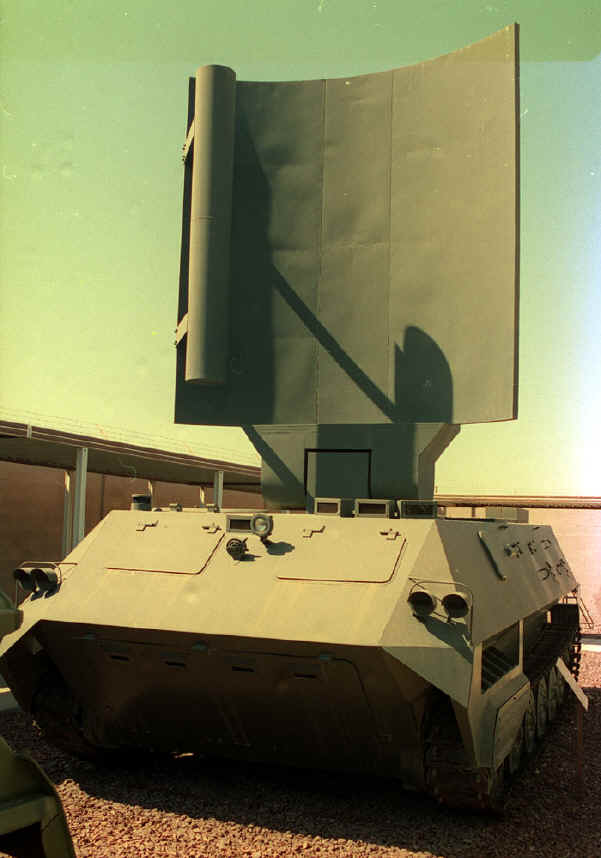
9S18 "Tube Arm"; övervakningsradar.

9K37 använder övervakningsradarn 9S18 "Tube Arm"/9S18M1 "Snow Drift" (ryska: СОЦ 9C18 "Купол") i kombination med 9S470/9S470M1 "Fire Dome" H/I-bandets spår- och stridsradar som är monterat på varje TELAR-fordon. Övervakningsradarn "Snow Drift" har ett maximalt upptäcktsavstånd på 85 km och kan upptäcka flygplan som flyger på 100 m höjd på 35 km avstånd och även lägre flygande mål på avstånd mellan 10 och 20 km. "Snow Drift"-radarn är monterat på ett chassi, liknande det som används av TELAR-fordonen. "Fire Dome" är en monopulsradar och kan börja spåra från robotens maximala räckvidd (32 km) och kan följa flygfarkoster som flyger mellan 15 000 och 22 000 m höjd. Den kan styra upp till tre robotar mot ett enskilt mål. 9K37-systemet tros ha mycket bättre motstånd mot elektronisk störning än föregångaren 2K12 Kub (SA-6). Ett optiskt spårsystem med tillhörande laseravståndsmätare hör inte till standardutrustningen men kan monteras vid förfrågan.
9K37-systemet kan även använda samma 1S91 "Straight Flush" 25kW G/H-bands fortgående CW-radar som 2K12 Kub-systemet.
Ledningsposten som koordinerar kommunikationer mellan övervakningsradarn(a) och avfyrningsfordonen kan kommunicera med upp till sex avfyrningsfordon samtidigt.
Den marina varianten SA-N-7 använder en MR-750 "Top Steer" D/E-bands övervakningsradar med en maximal upptäcktsräckvidd om 300 km samt en 3R90 "Front Dome" H/I-bands spårnings- och stridsledningsradar med en maximal räckvidd om 30 km.

## Varianter
3K90 M-22 "Uragan"' (ryska Ураган - orkan) är den marina versionen av Buk och har getts NATO-namnet SA-N-7. Exportvarianten av detta system är känt som "Sjtil" (ryska Штиль – tysta).
SA-17 Grizzly/SA-N-12 är nästa generations Buk-system (Buk-M1-2).

## Fordon
Omladdningsfordonet 9A39 för avfyrningsfordonet 9K37 påminner om ett TELAR-fordon (ett radarfordon som kan avfyra sina robotar utan att lösgöra dem från fordonet), men istället för en radar har det en kran som den kan lyfta och ladda robotar med. De är kapabla att avfyra robotar direkt, men kräver samarbete med en TELAR utrustad med eldledningsradar för att styra robotarna. "Snow Drift"-radarfordonet är monterat på ett liknande chassi liksom befälsfordonet. Ett omladdningsfordon kan överföra sina robotar till en TELAR på omkring 13 minuter och kan fylla på sig självt från lager på omkring 15 minuter.
Varje batteri består vanligtvis av ett befälsfordon, ett övervakningsradarfordon, sex TELAR-avfyrningsfordon och sex omladdnings/avfyrningsfordon.

## Närliggande vapensystem
Det har antagits att Novator KS-172 AAM-L, en luftvärnsrobot med extremt lång räckvidd och möjligen en antisatellitrobot, är en vidareutveckling av 9M37 "Buk".